# Glycera dibranchiata
Espèce
Le ver américain, Glycera dibranchiata, est une espèce de vers polychètes marins de la famille des Glyceridae.

## Description
Le corps est muni d'une trompe expulsable munie de quatre crochets pouvant engendrer des morsures douloureuses.

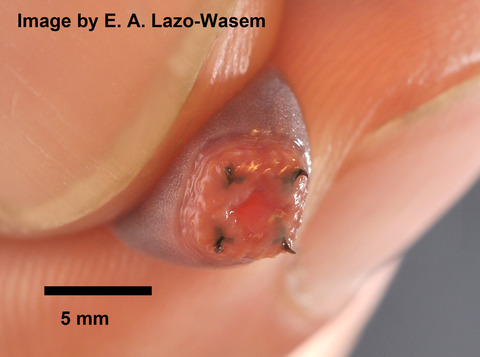
Trompe et mandibules de Glycera dibranchiata (détroit de Long Island).

La dureté de sa mâchoire est en partie due à la présence du biominéral atacamite.

## Répartition
On le trouve dans les zones intertidales et jusqu'à bathyales sur la côte est de l'Amérique du Nord et dans le golfe du Mexique.